# Epiblema cirsiana
Epiblema cirsiana es una especie de polilla del género Epiblema, familia Tortricidae.
Fue descrita científicamente por Zeller en 1843.
Su envergadura es de 12-13 mm. Las larvas se alimentan de Cirsium palustre y Centaurea nigra. Se alimentan de los tallos y raíces de su planta huésped.

## Distribución
Se encuentra en Gran Bretaña, República Checa, Estonia, Finlandia, Alemania, Letonia, Luxemburgo y Rusia.